# Arslan Ash
Arslan Ash, pseudonimo di Arslan Siddique (in urdu ارسلان صدیقی‎?; Lāhaur, 20 agosto 1995), è un videogiocatore pakistano, pluricampione mondiale di Tekken.
Giocatore professionista di eSport, è cinque volte campione EVO, avendo vinto negli EVO Las Vegas del 2019, 2023 e 2024, ma anche negli EVO tenutisi in Giappone nel 2019 e 2023. Vinse anche nelle finali del Tekken World Tour 2023.

## Gl'inizi
Fin da giovane, i genitori lo spronarono a intraprendere la carriera medica. Riguardo alla sua infanzia, riferì di come i genitori lo trovassero spesso addormentato nella zona giochi della casa, anche nelle prime ore del mattino, anziché nel suo letto. Descrisse questi episodi come il culmine della sua passione per i videogiochi.

## Carriera
La prima vittoria di rilievo risale al 2010, quando vinse al Pakistan Grand Masters Championship (GMC) per Tekken 6, trionfando in altre competizioni distrettuali e cittadine.
Vinse poi il campionato EVO Japan 2019 e l'Evolution Championship Series 2019, divenendo l'unico giocatore a conseguire il successo in entrambi i tornei. Vinse inoltre il titolo WePlay Ultimate Fighting League per Tekken 7. È stato premiato come miglior e-player del 2019 dagl'intervistati in un sondaggio su Twitter organizzato da ESPN.
Fu il campione CEO 2021. Vinse il torneo Combo Breaker 2022 Tekken 7 sconfiggendo tutti e dieci i suoi avversari.
Raggiunse la terza posizione nella competizione Evolution Championship Series 2022 per Tekken 7.
Trionfò nella competizione Tekken 7 all'EVO Japan 2023, battendo il sudcoreano Meo-IL. 
Nel 2023 rappresentò il Pakistan nella Tekken 7 Nations Cup: la sua squadra divenne campione sconfiggendo la Corea del Sud in finale e aggiudicandosi il trofeo e un premio in denaro di 500 mila USD.
Vinse il quarto titolo EVO per Tekken 7 il 6 agosto 2023. Sconfisse il videogiocatore giapponese Akihiro "Ao" Abe in finale, per 3 a 0. Fu questa la seconda occasione in cui Ash divenne campione EVO, avendo vinto sia l'EVO Las Vegas che l'EVO del Giappone nello stesso anno. È l'unico giocatore ad aver vinto quattro titoli EVO in Tekken 7. Vincendo sia il titolo EVO che le finali del Tekken World Tour nella stessa stagione, divenne il primo campione della «Triple Crown» nella storia competitiva di Tekken.
Confermò per la quinta volta il titolo di campione EVO per Tekken 8 il 21 luglio 2024.

## Vita privata
È dottore commercialista, pur non avendo mai esercitato la professione. Si è sposato nel febbraio 2023.